# Euphyllia divisa
Az Euphyllia divisa a virágállatok (Anthozoa) osztályának kőkorallok (Scleractinia) rendjébe, ezen belül az Euphylliidae családjába tartozó faj.

## Előfordulása
Az Euphyllia divisa előfordulási területe az Indiai-óceán középső része, valamint a Csendes-óceán nyugati fele.
A városi akváriumokban is látható.

## Megjelenése
A kolóniákat alkotó polipok szöveteiben apró algák élnek.

## Képek

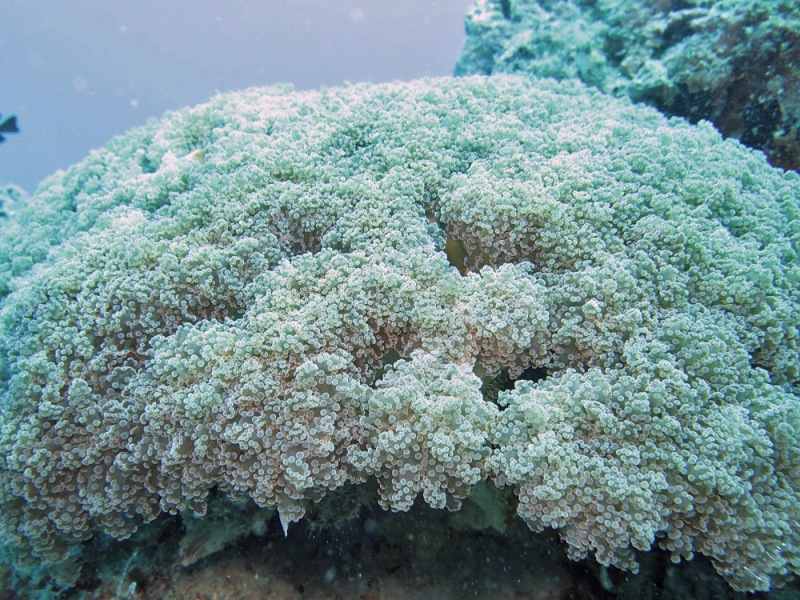
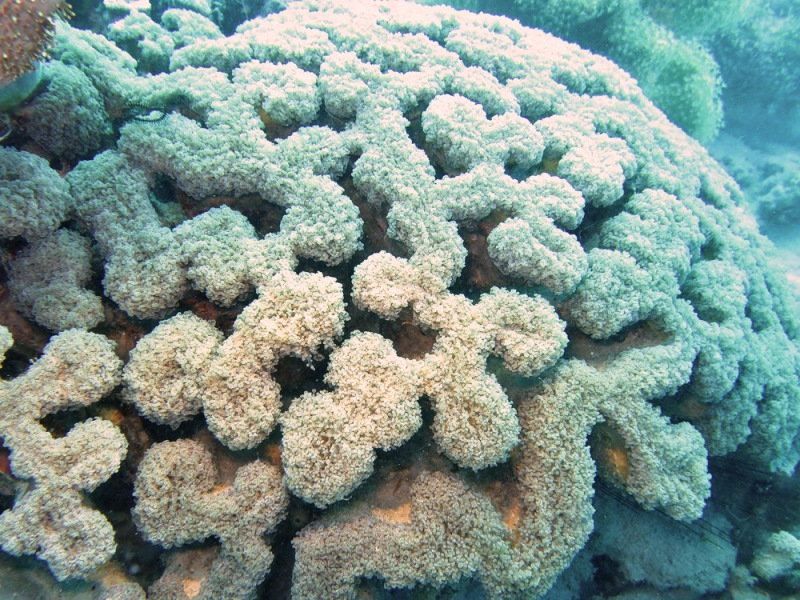
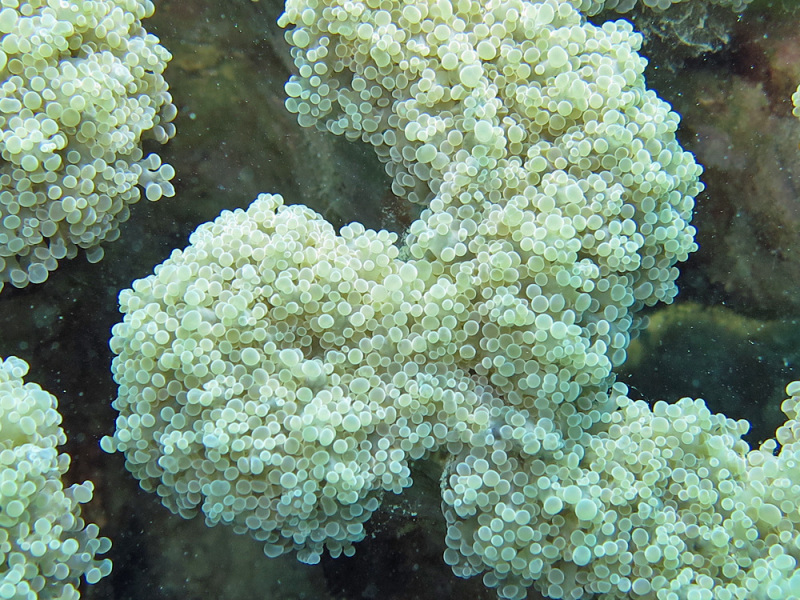